# Étienne Trocmé
Étienne Trocmé (Parigi, 8 novembre 1924 – Étretat, 12 agosto 2002) è stato un biblista e teologo francese di orientamento protestante.

## Biografia e carriera
Trocmé ha studiato all'Ecole des chartes, dove ha conseguito nel 1946 il diploma di archivista. Nell'anno accademico 1946-1947 ha perfezionato i suoi studi all'University of Southern California. Nel 1950 ha conseguito a Parigi la licenza in lettere e il baccalaureato in teologia; nello stesso anno si è sposato con Ann Bowden, da cui ha avuto in seguito quattro figli. Nell'anno accademico 1950-1951 ha perfezionato i suoi studi all'Università di Basilea. Tornato in Francia si è trasferito con la moglie a Strasburgo, dove ha avuto un incarico di insegnamento di greco ed ebraico biblico  nella facoltà di teologia protestante della locale università. Fra il 1953 e il 1956 ha svolto ricerche per conto del CNRS. Nel 1956 è stato assunto alla facoltà di teologia protestante dell'università di Strasburgo con l'incarico di maestro di conferenze. Nel 1960 ha conseguito il dottorato in teologia. Nel 1965 è stato nominato professore ordinario di Nuovo Testamento alla facoltà di teologia protestante dell'università di Strasburgo, incarico che ha ricoperto fino al 1994, anno in cui si è ritirato dall'insegnamento.
Nella sua carriera, Trocmé ha pubblicato una decina di libri e più di duecento articoli.

## Libri
- Jésus de Nazareth vu par les témoins de sa vie, Delachaux & Niestle, 1972.
- Le christianisme des origines au Concile de Nicée, 1972
- Le Christianisme des origines à 325 in Encyclopédie de la Pléiade, Histoire des religions, t. II, 1972
- The Passion as Liturgy: a Study in the origin of the Passion narratives in the four Gospels, 1983
- La Rochelle protestante (1568-1628) in Histoire de La Rochelle, Privat, 1985
- L'enfance du christianisme, Hachette, coll. « Pluriel », 1999.
- L'évangile selon saint Marc, Labor et Fides, coll. « Commentaire du Nouveau Testament, deuxième série », 2000
- Quatre Évangiles, Une Seule Foi, Les Bergers Et Les Mages, coll. « Petite Bibliothèque Protestante », 2001.
- Saint Paul, coll. Que sais-je?, PUF, 2003 (pubblicato postumo)